# Moncé-en-Saosnois
Moncé-en-Saosnois är en kommun i departementet Sarthe i regionen Pays de la Loire i nordvästra Frankrike. Kommunen ligger i kantonen Marolles-les-Braults som tillhör arrondissementet Mamers. År 2022 hade Moncé-en-Saosnois 234 invånare.

## Befolkningsutveckling
Antalet invånare i kommunen Moncé-en-Saosnois
| Referens: INSEE |